# Hyrkaniske skove
De Hyrkanske skove findes i lavlandet langs sydkysten af det Kaspiske hav og op i bjergene syd derfor. Skovene dækker et område på ca. 55.000 km² i Aserbajdsjan og det nordlige Iran.

## Placering
Dette økosystem dækker i Aserbajdsjan lavlandet i Länkarän lavlandet og højlandet i Talyshbjergene. I Iran findes det langs kysten af det Kaspiske hav og på nordskråningerne af Alborzbjergene. Her dækker skovene 30.400 km², og udgør dermed størsteparten af økosystemet. Sydpå strækker skovene sig op i større højder og går over i skovsteppeerne på Alborz.
Økoregionens klima er subtropisk, i højderne og mod nord dog tempereret og kystpræget, mens det er fugtigt og fastlandspræget oppe i bjergene. Den årlige nedbørsmængde ligger mellem 900 mm mod nord og 2.900 mm mod syd, hvad der gør dette økosystem betydeligt mere fugtigt end de ørken-, halvørken- og steppeområder, som det grænser op til.

### Flora
Engang var kystegnene ved det Kaspiske hav dækket af skove, domineret af Rød-El (Alnus glutinosa). Floderne var kantet af Sølv-Poppel (Populus alba), Kaukasisk Vingevalnød (Pterocarya fraxinifolia) og Iransk El (Alnus subcordata), men området er i mellemtiden blevet næsten fuldstændigt omdannet til landbrugsland og stærkt bebygget.
I forbjergene til Talysh- og Elbursbjergene finder man forskellige skove med Papegøjebusk (Parrotia persica), Kaukasisk Zelkova (Zelkova carpinifolia), Silkerosentræ (Albizia julibrissin) og Asiatisk Kaki (Diospyros lotus) foruden Kristtornarten (Ilex hyrcana), Musetornarten (Ruscus hyrcanus) og Sarsaparilarten (Smilax excelsa) . Papegøjebusken er endemisk for Talyshbjergene og Nordiran, hvor den findes i skove med betydelig tæthed. Lavbevoksede grene er vokset ind mellem hinanden, og man finder kun døde blade i den dybe skygge på skovbunden. Om efteråret skifter dette træs blade fra gult til en bleg lyslilla. I den yderste, østlige ende af Elbursbjergene (Golestan) dominerer forskellige Ege (Quercus) og Lønne (Acer), mens Orientalsk Bøg (Fagus sylvatica subsp. orientalis) er mest hyppig mod vest (Gilan). I de hyrkanske skove findes næsten ingen væltede træer, da veddet omsættes meget hurtigt i det fugtigt-varme klima.
I mellemhøjderne dominerer Orientalsk Bøg, egearter (Quercus spp.), avnbøgearter (Carpinus spp.) og Ægte Kastanje (Castanea sativa). Netop i dette bøgeskovsniveau findes store, utilgængelige urskove i en tilstand af uberørthed, som er enestående for den nordlige halvkugle. Dette og den kendsgerning, at de hyrkaniske skove i vidt omfang blev skånet for nedisningen af den nordlige halvkugle, berettiger dem til betegnelsen ”hotspots”. I den internationale diskussion om biodiversitet bruger man dette udtryk om en sammenklumpning af endemiske arter, der altså udgør en uerstattelig genpulje .
De højere bjergområder og de egentlige, subalpine niveauer er kendetegnet ved stepper, makier og bevoksninger med Kaspisk Eg (Quercus macranthera). På de allerhøjeste skråninger findes alpin tundra og sætere.
På grund af den særlige beskyttelsesværdighed hos de kaspisk-hyrkanske skove indledte Iran og det tyske ministerium for naturbeskyttelse NABU-skovsamtalerne i 1999/2001 med det såkaldte ”Parrotia-projekt”. Projektet har siden da ført til, at den iranske skovpolitik er blevet ændret i betydelig grad. F.eks. standsede man de fuldstændige rydninger (renafdrift), og store arealer er helt taget ud af forstmæssig drift.

### Fauna
Den nu uddøde, kaspiske tiger (Panthera tigris virgata) levede engang i disse skove. Af de endnu eksisterende pattedyr kan nævnes persisk leopard (Panthera pardus saxicolor), europæisk los (Lynx lynx), brun bjørn (Ursus arctos), vildsvin (Sus scrofa), ulv (Canis lupus), guldsjakal (Canis aureus), junglekat (Felis chaus), grævling (Meles meles), kronhjort (Cervus elaphus) og odder (Lutra lutra).
Skovområdet er desuden en vigtig rasteplads for trækfugle på rejse mellem Rusland og Afrika, og det danner en nøglehabitat for mange fuglearter. Til de omtalte trækfugle hører grågås (Anser anser), blisgås (Anser albifrons), dværgtrappe (Tetrax tetrax), ibisarten (Plegadis falcinellus), skestork (Platalea leucorodia), nathejre (Nycticorax nycticorax), rødhalset gås (Branta ruficollis), vandrefalk (Falco peregrinus), krøltoppet pelikan (Pelecanus crispus), kohejre (Bubulcus ibis), tophejre (Ardeola ralloides), stor flamingo (Phoenicopterus roseus) og skarveanden (Oxyura leucocephala).
- Brun bjørn
- Persisk leopard
- Europæisk los
- Ulv
- Junglekat
- Odder
- Krøltoppet pelikan
- Stor flamingo

## Naturbeskyttelsesområder

### Naturbeskyttelsesområder i Aserbajdsjan
- Gizil-Agach-Statsreservat - 88.4 km²
- Hirkan-nationalparken - 427.97 km²
- Zuvand-nationalparken - 15 km²

### Naturbeskyttelsesområder i Iran
- Golestan-nationalparken - 918.9 km²
- Jahannama-naturbeskyttelsesområdet - 384 km²
- Alborz- naturbeskyttelsesområdet - 134 km²
- Lisar- naturbeskyttelsesområdet - 352.044 km²
- Siah-Keshim- naturbeskyttelsesområdet - 416 km²
- Dodangeh- naturbeskyttelsesområdet
- Miankaleh- naturbeskyttelsesområdet - 376 km²
- Selkeh-naturbeskyttelsesområdet
- Dashtenaz- naturbeskyttelsesområdet - 56 km²
- Findiqliq nationalparken - 24 km²
- Gasht-Rodkan naturbeskyttelsesområdet - 574 km²
- Javaherdasht naturbeskyttelsesområdet - 266 km²
- Beles Kuh naturbeskyttelsesområdet - 135 km²
- Vaz naturbeskyttelsesområdet - 152 km²
- Do Dangeh und Boola naturbeskyttelsesområdet - 430 km²

## Eksterne links
- Worldwildlife.org: Central Asia: Northern Iran into southern Azerbaijan (engelsk)
- Livius: ‘’Hyrcania’’ Arkiveret 4. juni 2011 hos  Wayback Machine - om egnens historie på (engelsk)